# Lunarville 7
"Lunarville 7" is de twaalfde aflevering van de televisieserie Captain Scarlet and the Mysterons, een sciencefictionserie waarin gebruikgemaakt wordt van de poppenspeltechniek supermarionation. De aflevering werd voor het eerst uitgezonden op ATV Midlands in Engeland op 15 december 1967. Qua productievolgorde was het echter de zestiende aflevering.

## Verhaal
Vanuit de controlekamer van de maankolonie Lunarville 7 stuurt de Lunar Controller een bericht naar de Aarde dat de maan zich neutraal zal houden in de oorlog met de Mysterons. Hij beweert tevens de aliens te hebben gecontacteerd en te zijn begonnen met vredesonderhandelingen. Ondertussen laten de Mysterons weten dat hoewel ze geen ruzie meer hebben met de maan, ze door zullen gaan met hun oorlog tegen de Aarde.
Het bericht van de Lunarville 7 komt als een verrassing voor het Cloudbasepersoneel. Terwijl Captain Scarlet zich sterk afvraagt of het wel legaal is dat de maan zich afzondert van deze oorlog, is Colonel White geïnteresseerd in het feit dat men blijkbaar contact heeft gehad met de Mysterons. Hij besluit dat dit verder onderzocht moet worden, en stuurt Captain Scarlet, Captain Blue en Lieutenant Green naar de maan. Tijdens hun reis geeft White Scarlet nog 1 laatste bericht mee voordat de Lunar Controller het gebruik van persoonlijke radio’s verbiedt: er schijnt een niet geautoriseerd complex te worden gebouwd in de Zee van Humboldt aan de andere kant van de maan. Dit moet worden onderzocht.
Terwijl men wacht op de aankomt van de drie Spectrumagenten, vraagt Orson, een assistent van de Lunar Controller, of hun eerste bezoek aan de maan ook meteen hun laatste zal zijn. Bij aankomst krijgen Scarlet, Blue en Green een vreemde herkenningsdisk, en worden door Orson naar de Controller gebracht. Scarlet geeft hem een brief van de President van de Wereld, en de Controller belooft hier later naar te zullen kijken. De drie krijgen ook de SID computer te zien, die mensen identificeert middels hun herkenningsdisk. Wanneer Green beweert dat de maan nooit helemaal onafhankelijk zal zijn van de Aarde, wordt de Controller woedend. Scarlet kan Orson overhalen om hen mee te nemen voor een ritje over het maanlandschap in een Moonmobile voertuig. Maar zodra Scarlet naar de Zee van Humboldt wil, komt Orson haastig met het excuus dat het hoogste tijd is om terug te gaan naar Lunarville 7.
Eenmaal in hun nachtverblijf gebaart Scarlet Blue en Green om nog even hun mond te houden over Orsons gedrag, en doorzoekt de kamer. Hij vindt een verborgen microfoontje. Wanneer Scarlet dit microfoontje uitschakelt, komt de Controller binnen. Hij informeert hen dat SID alleen zijn orders accepteert, en de drie dus gevangenzitten op de maan.
Die nacht probeert Scarlet een Moonmobile te krijgen van SID, maar die weigert inderdaad zijn bevelen. Bovendien blijkt dat de Controller de noodtoestand heeft afgekondigd en iedereen aan boord van Lunarville 7 heeft laten evacueren. Scarlet wekt Blue, die vermoed dat de Controller een Mysteronagent is. Terwijl Blue Green wekt en met hem naar luchtsluis 3 gaat, zoekt Scarlet de kamer van de Controller op.
Later, nadat ze op mysterieuze wijze toch een Moonmobile hebben gekregen, rijdt het drietal naar de Zee van Humboldt. Daar ontdekken ze een bizarre stad in aanbouw. Ze realiseren zich dat de Mysterons een tweede complex aan het bouwen zijn op de maan, en haasten zich terug naar Lunarville 7.
Ondertussen hebben de Controller en Orson de vermissing van de Spectrumofficieren ontdekt. Wanneer het drietal terugkeert, waarschuwt de Controller dat hun ontdekking de Aarde nooit mag bereiken. Scarlet arresteert de Mysteronagent echter op bevel van de President, en laat SID een raket klaarmaken voor de terugreis. Scarlet verklaart dat hij zijn eigen herkenningsdisk heeft verwisseld voor die van de Controller. Op die manier dacht SID dat de controller voor hem stond en volgde Scarlets bevelen op. Woedend schiet de controller SID kapot, met explosieve gevolgen. Scarlet, Blue en Green kunnen nog net ontkomen voordat de hele Lunarville 7 basis ontploft. Terug in Cloudbase leest Colonel White en brief van de President voor, waarin de President hun bedankt voor hun harde werk.

## Rolverdeling

### Reguliere stemacteurs
- Captain Scarlet — Francis Matthews
- Captain Blue — Ed Bishop
- Colonel White — Donald Gray
- Lieutenant Green — Cy Grant
- Captain Magenta — Gary Files
- Stem van de Mysterons — Donald Gray

### Gastrollen
- Lunar Controller — David Healy
- Orson — Martin King
- Control — Jeremy Wilkin
- Piloot — Gary Files

## Fouten
- Wanneer Scarlet, Blue en Green terugkeren van hun reis naar de Humboldt Sea en de Lunarville 7 basis binnengaan, hoort men SID zeggen dat Scarlet, Blue en Green zijn teruggekeerd. Maar Scarlet droeg op dat moment de herkenningsdisk van de Lunar Controller, dus zou SID hem voor de controller aan moeten zien.

## Trivia
- In zijn openingsspeech vertelt de Lunar Controller dat de eerste maanlanding in de jaren 70 van de 20e eeuw was. Deze bewering was toen de serie voor het eerst werd uitgezonden (in 1967) een voorspelling. Die voorspelling bleek er niet eens zo ver naast te zitten, daar de eerste maanlanding in 1969 was.
- De Moonmobile lijkt sterk op een ander maanvoertuig dat werd gebruikt in Gerry Andersons latere serie UFO.
- De set die werd gebruikt voor de cockpit van de Moonmobile was dezelfde als die voor de cockpit van Thunderbird 4 in Thunderbirds.
- Deze aflevering is de eerste van een driedelige verhaallijn die werd voortgezet in Crater 101 en Dangerous Rendezvous.